# 4,4'-Bipyridine
La 4,4'-bipyridine (4,4'-bipy) est une bipyridine, principalement utilisée comme précurseur du N,N'-diméthyl-4,4'-bipyridinium [(C5H4NCH3)2]2+, appelé paraquat.
Elle a aussi la capacité de former des complexes par création d'un pont entre deux centres métalliques, donc de permettre la synthèse de polymères de coordination.